# Songs from an American Movie Vol. One: Learning How to Smile
Songs from an American Movie Vol. One: Learning How to Smile è il quarto album in studio del gruppo musicale statunitense Everclear, pubblicato l'11 luglio 2000 dalla Capitol Records.

## Accoglienza
| Recensione           | Giudizio |
| -------------------- | -------- |
| AllMusic             |          |
| Entertainment Weekly | B-       |
| Rolling Stone        |          |

Songs from an American Movie Vol. One: Learning How to Smile ha ottenuto recensioni miste da parte dei critici musicali. Su Metacritic, sito che assegna un punteggio normalizzato su 100 in base a critiche selezionate, l'album ha ottenuto un punteggio medio di 57 basato su sedici recensioni.

## Tracce
Testi e musiche di Art Alexakis, Craig Montoya e Greg Eklund, eccetto dove indicato.
1. Song from an American Movie, Pt. 1 – 1:39
2. Here We Go Again – 4:10 (Art Alexakis, Craig Montoya e Greg Eklund, Public Enemy)
3. AM Radio – 3:56 (Art Alexakis, Craig Montoya e Greg Eklund, Joseph Broussard)
4. Brown Eyed Girl – 4:21 (Van Morrison)
5. Learning How to Smile – 3:50
6. The Honeymoon Song – 3:38
7. Now That It's Over – 3:49
8. Thrift Store Chair – 2:08
9. Otis Redding – 3:56
10. Unemployed Boyfriend – 4:15
11. Wonderful – 5:01
12. Annabella's Song – 4:55

## Classifiche

### Classifiche settimanali
| Classifica (2000) | Posizione massima |
| ----------------- | ----------------- |
| Australia         | 31                |
| Canada            | 3                 |
| Nuova Zelanda     | 29                |
| Regno Unito       | 51                |
| Stati Uniti       | 9                 |

### Classifiche di fine anno
| Classifica (2000) | Posizione |
| ----------------- | --------- |
| Stati Uniti       | 140       |